# Еріка (рід)
Еріка (Érica) — великий рід вічнозелених рослин родини вересові. Близько 800 видів (докладніше див. Список видів роду еріка) чагарників і напівчагарників (зрідка дерев), поширених в Африці, Середземномор'ї, на островах Атлантичного океану, на Кавказі. Найбільше видове різноманіття спостерігається в Південній Африці. Європейські види роду Еріка належать до рідкісних навіть в областях свого природного ареалу.
Еріка — один з двох (нарівні з рододендроном) найбільших родів родини вересових: число видів у ньому становить понад 800, тобто майже 20 % загального числа видів у родині. Для рослин з цього роду характерні дрібні листки й рясне цвітіння витягнутими дзвоноподібними квітками. Деякі види широко використовуються в декоративному садівництві при створенні об'єктів рекреації з камінням, а також у квітниках, парках, на присадибних ділянках тощо.
Еріки є рослинними реліктами й тому мають важливе значення в навчальному процесі.
Еріка в Україні у дикому стані не представлена, але добре зимує і є гарним медоносом.

## Назва
Назва роду походить від грец. erek, за назвою Erica у стародавніх греків, згідно з іншими джерелами назва походить від грец. ereike — ламати, по ламких гілочках рослини.

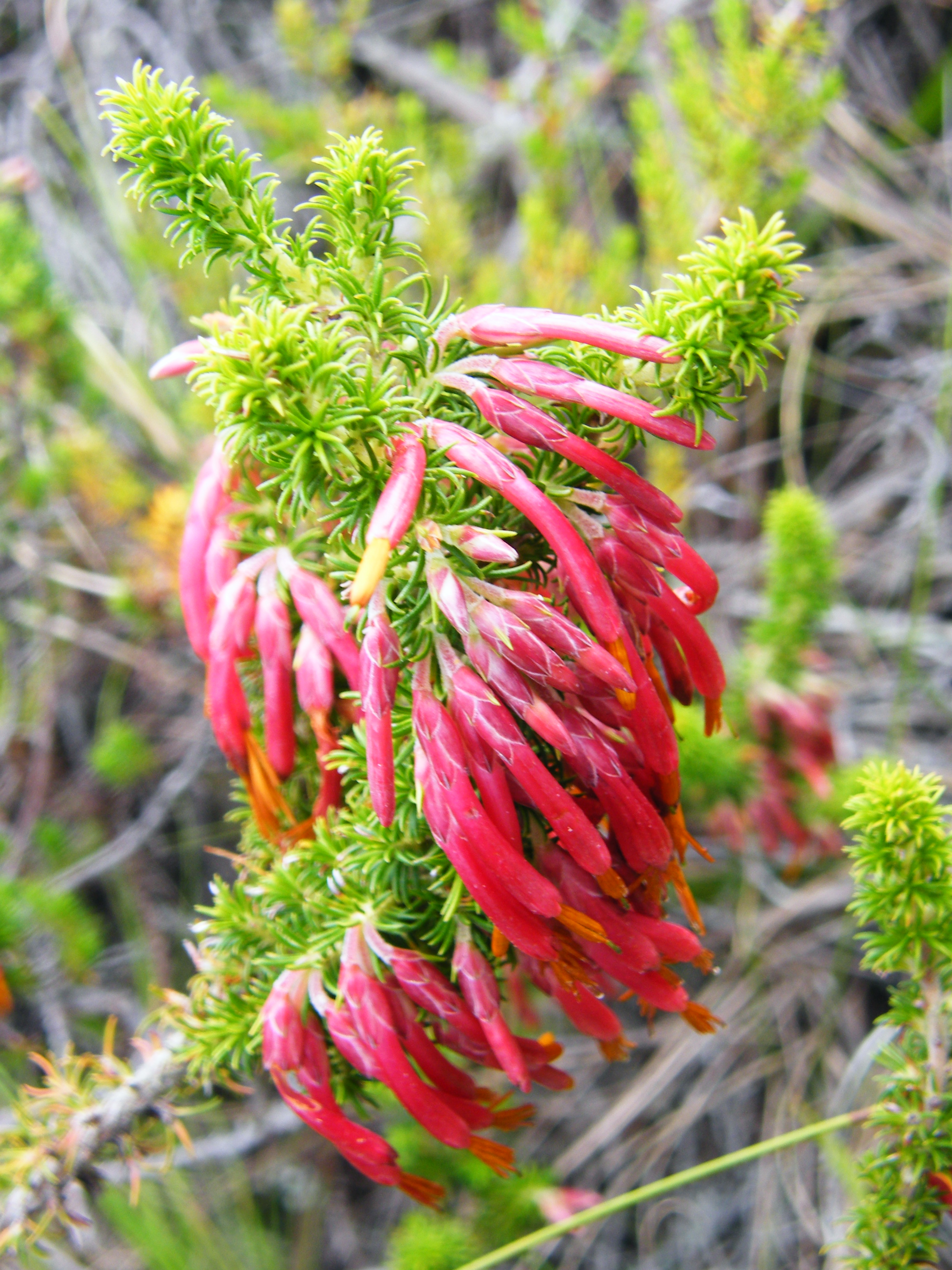
Erica coccinea
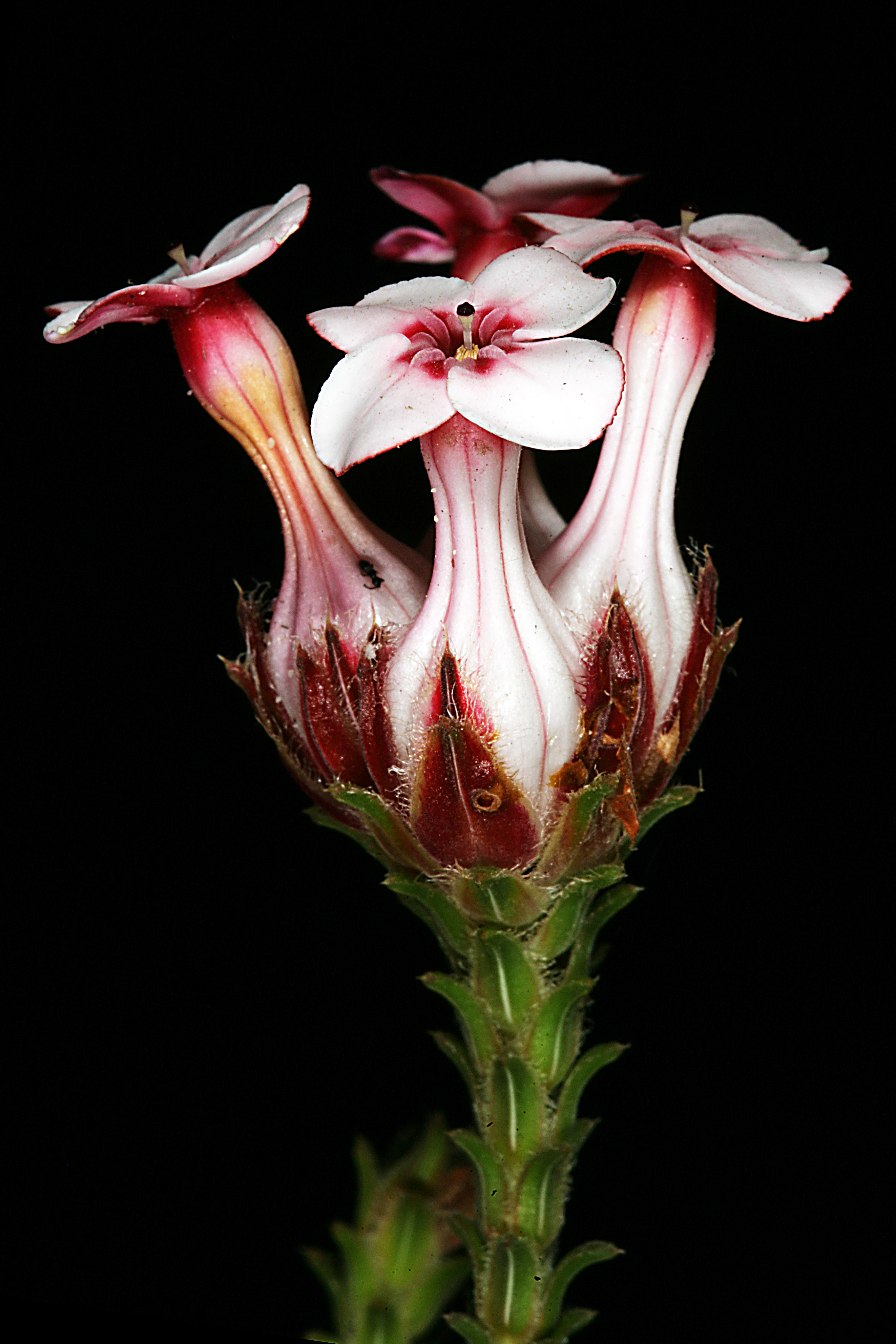
Erica ampullacea
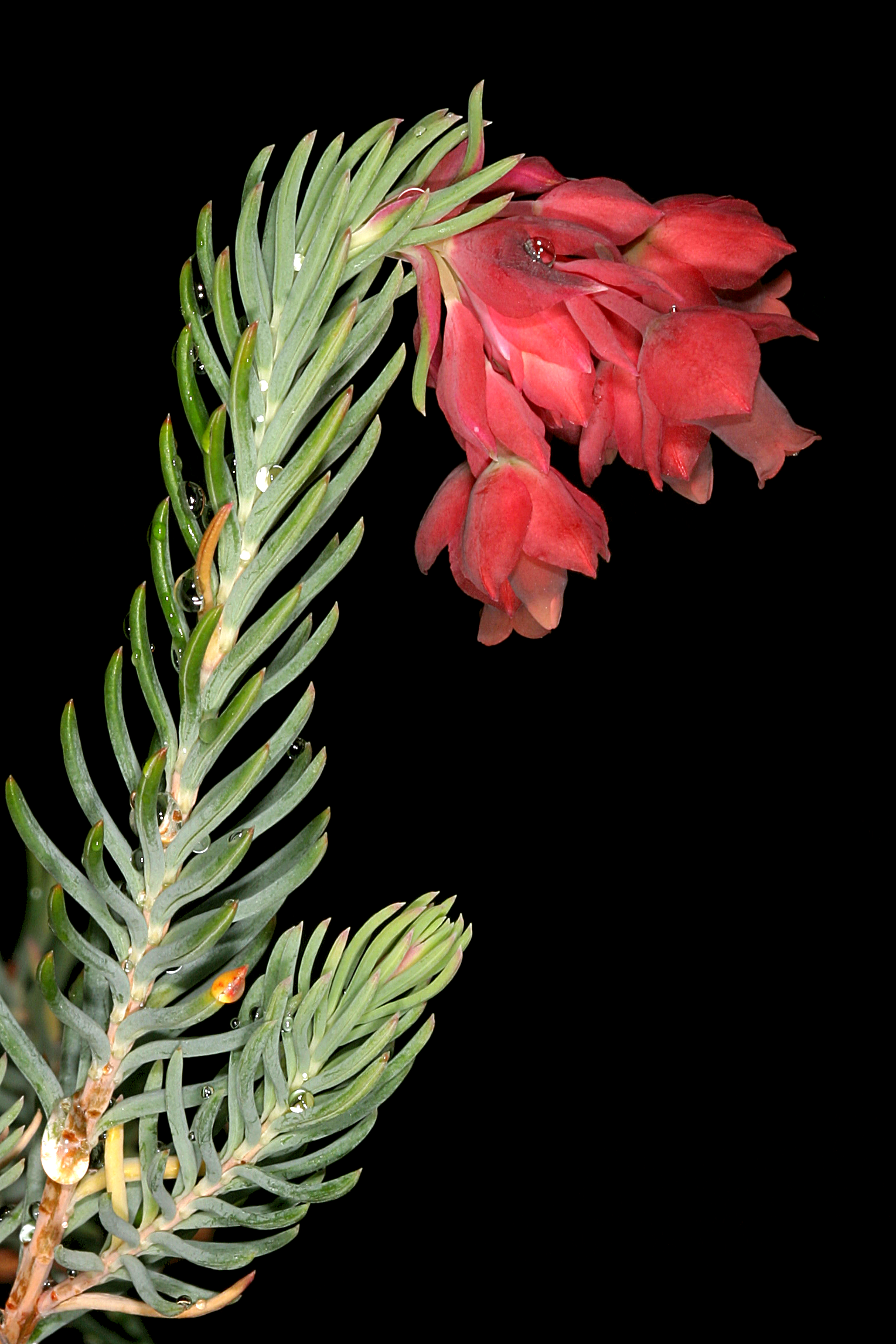
Erica glauca